# Ratusz w Jarocinie
Ratusz w Jarocinie — podcieniowy barokowy ratusz w Jarocinie wybudowany w latach 1799–1804, na środku miejskiego Rynku.

## Historia

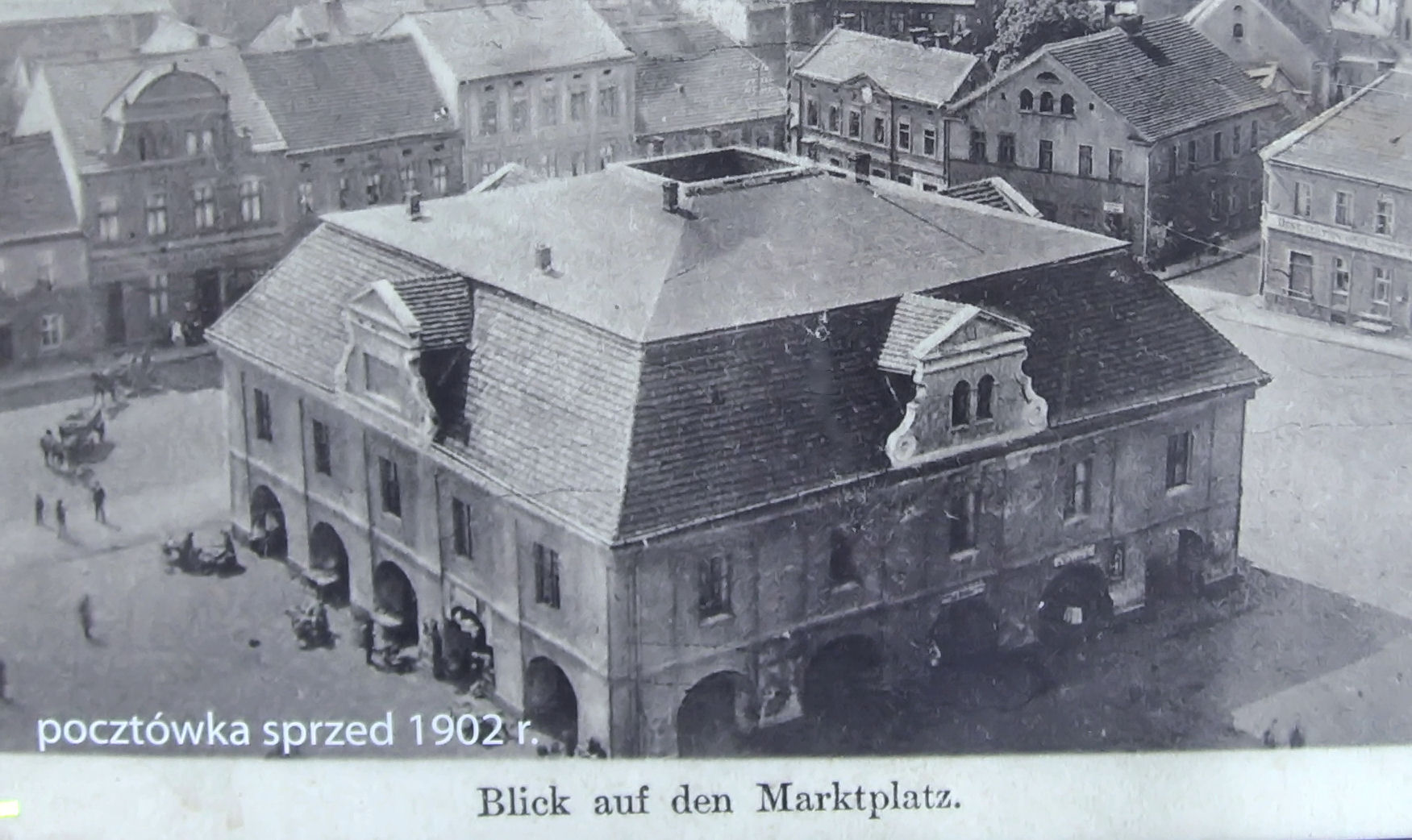
Ratusz, około 1900

Poprzednia siedziba władz miejskich spłonęła podczas wielkiego pożaru w 1773 roku. Nowy ratusz został pierwotnie zbudowany jako dwupiętrowy z płaskim dachem. Kolejne przebudowy zmieniały jego wygląd, m.in. w 1854 i 1907 roku. Został wówczas obniżony do piętrowej budowli i zyskał łamany dach. W 1964 roku budynek został wpisany do rejestru zabytków. Ratusz przebudowywano jeszcze w latach 1983–1989, a w 2006 roku odnowiono go. 
Budynek jest zbudowany na planie kwadratu. Elewacja jest zdobiona pilastrami i szerokim gzymsem. Wszystkie cztery ściany wieńczą neobarokowe wystawki.
Stanowi siedzibę władz miasta i jarocińskiego Muzeum Regionalnego.